# Actornithophilus umbrinus
Actornithophilus umbrinus är en insektsart som först beskrevs av Hermann Burmeister 1838.  Actornithophilus umbrinus ingår i släktet Actornithophilus och familjen spolätare. Arten är reproducerande i Sverige. Inga underarter finns listade i Catalogue of Life.